# Oscar García Pérez
Oscar Manuel García Pérez (Havanna, 1966. december 23. –) világbajnok, olimpiai ezüstérmes kubai tőrvívó.